# Punto extremo

Un conjunto convexo en azul claro y sus puntos extremos en rojo

En matemáticas, un punto extremo de un conjunto convexo {\displaystyle S} en un espacio vectorial sobre los números reales o los números complejos, es un punto en {\displaystyle S} que no se encuentra en ningún segmento abierto uniendo dos puntos de {\displaystyle S.} En problemas de programación lineal, a un punto extremo también se le llama vértice o punto de esquina de {\displaystyle S.}

## Definición
En todo momento se asume que {\displaystyle X} es un espacio vectorial real o complejo.
Para cualquier {\displaystyle p,x,y\in X,} supóngase que {\displaystyle p} se encuentra entre
 {\displaystyle x} e {\displaystyle y} si {\displaystyle x\neq y}, y además existe un {\displaystyle 0<t<1} tal que {\displaystyle p=tx+(1-t)y.}
Si {\displaystyle K} es un subconjunto de {\displaystyle X} y {\displaystyle p\in K,} entonces {\displaystyle p} se denomina punto extremo
 de {\displaystyle K} si no se halla entre dos puntos distintos de {\displaystyle K.} Es decir, si no existen {\displaystyle x,y\in K} y {\displaystyle 0<t<1} tales que {\displaystyle x\neq y} y {\displaystyle p=tx+(1-t)y.} El conjunto de todos los puntos extremos de {\displaystyle K} se denota por {\displaystyle \operatorname {extremo} (K).}
Generalizaciones
Si {\displaystyle S} es un subconjunto de un espacio vectorial, entonces una subvariedad lineal (es decir, un espacio afín) {\displaystyle A} del espacio vectorial se llama variedad de soporte
si {\displaystyle A} cumple con {\displaystyle S} (es decir, {\displaystyle A\cap S} no está vacío) y cada segmento abierto {\displaystyle I\subseteq S} cuyo interior cumple con {\displaystyle A} es necesariamente un subconjunto de {\displaystyle A.} Una variedad de soporte de dimensión 0 se llama punto extremo de {\displaystyle S.}

### Caracterizaciones
El punto medio
 de dos elementos {\displaystyle x} e {\displaystyle y} en un espacio vectorial es el vector {\displaystyle {\tfrac {1}{2}}(x+y).}
Para cualquier elemento {\displaystyle x} e {\displaystyle y} en un espacio vectorial, el conjunto {\displaystyle [x,y]=\{tx+(1-t)y:0\leq t\leq 1\}} se llama segmento rectilíneo cerrado
o intervalo cerrado
entre {\displaystyle x} e {\displaystyle y.} El segmento rectilíneo abierto
o el intervalo abierto
entre {\displaystyle x} e {\displaystyle y} es {\displaystyle (x,x)=\varnothing } cuando {\displaystyle x=y} mientras que es {\displaystyle (x,y)=\{tx+(1-t)y:0<t<1\}} cuando {\displaystyle x\neq y.} Los puntos {\displaystyle x} e {\displaystyle y} se denominan puntos finales
de estos intervalos. Se dice que un intervalo es no degenerado
o intervalo propio
si sus puntos finales son distintos. El punto medio de un intervalo
es el punto medio de sus puntos extremos.
El intervalo cerrado {\displaystyle [x,y]} es igual a la envolvente convexa de {\displaystyle (x,y)} si (y solo si) {\displaystyle x\neq y.} Entonces, si {\displaystyle K} es convexo y {\displaystyle x,y\in K,} entonces {\displaystyle [x,y]\subseteq K.}
Si {\displaystyle K} es un subconjunto no vacío de {\displaystyle X} y {\displaystyle F} es un subconjunto no vacío de {\displaystyle K,} entonces {\displaystyle F} se llama cara
 de {\displaystyle K} si siempre que un punto {\displaystyle p\in F} se encuentre entre dos puntos de {\displaystyle K,} esos dos puntos necesariamente pertenecen a {\displaystyle F.}
| Teorema Sea {\displaystyle K} un subconjunto convexo no vacío de un espacio vectorial {\displaystyle X} y sea {\displaystyle p\in K.} Entonces, las siguientes afirmaciones son equivalentes: 1. {\displaystyle p} es un punto extremo de {\displaystyle K.} 2. {\displaystyle K\setminus \{p\}} es convexo. 3. {\displaystyle p} no es el punto medio de un segmento de recta no degenerado contenido en {\displaystyle K.} 4. Para cualquier {\displaystyle x,y\in K,} si {\displaystyle p\in [x,y]} entonces {\displaystyle x=p{\text{or }}y=p.} 5. Si {\displaystyle x\in X} es tal que tanto {\displaystyle p+x} como {\displaystyle p-x} pertenecen a {\displaystyle K,} entonces {\displaystyle x=0.} 6. {\displaystyle \{p\}} es una cara de {\displaystyle K.} |

## Ejemplos
Si {\displaystyle a<b} son dos números reales, entonces {\displaystyle a} y {\displaystyle b} son puntos extremos del intervalo {\displaystyle [a,b].} Sin embargo, el intervalo abierto {\displaystyle (a,b)} no tiene puntos extremos.
Cualquier intervalo en {\displaystyle \mathbb {R} } no tiene puntos extremos, mientras que cualquier intervalo no degenerado que no sea igual a {\displaystyle \mathbb {R} } sí tiene puntos extremos (es decir, los puntos finales del intervalo cerrado). De manera más general, cualquier subconjunto abierto de un espacio euclídeo {\displaystyle \mathbb {R} ^{n}} de dimensión finita no tiene puntos extremos.
Los puntos extremos del disco unidad en {\displaystyle \mathbb {R} ^{2}} forman la circunferencia goniométrica.
El perímetro de cualquier polígono convexo en el plano es una cara de ese polígono.
Los vértices de cualquier polígono convexo en el plano {\displaystyle \mathbb {R} ^{2}} son los puntos extremos de ese polígono.
Una aplicación lineal inyectiva {\displaystyle F:X\to Y} hace corresponder los puntos extremos de un conjunto convexo {\displaystyle C\subseteq X} con los puntos extremos del conjunto convexo {\displaystyle F(X).}. Esto también es cierto para aplicaciones afines inyectivas.

## Propiedades
Los puntos extremos de un conjunto convexo compacto forman un espacio de Baire (con la topología subespacial), pero este conjunto puede que no se pueda cerrar en {\displaystyle X.}.

## Teoremas

### Teorema de Krein-Milman
El teorema de Krein-Milman es posiblemente uno de los teoremas más conocidos sobre puntos extremos.
| Teorema de Krein-Milman Si {\displaystyle S} es convexo y compacto en un espacio localmente convexo, entonces {\displaystyle S} es la envolvente convexa cerrada de sus puntos extremos, y en particular, tal conjunto tiene puntos extremos. |

### Para espacios de Banach
Estos teoremas son para espacios de Banach de aucerdo con la propiedad de Radon-Nikodym.
Un teorema de Joram Lindenstrauss establece que, en un espacio de Banach con la propiedad Radon-Nikodym, un conjunto cerrado y acotado no vacío tiene un punto extremo (en espacios de dimensión infinita, la propiedad de compacidad es más fuerte que las propiedades conjuntas de ser cerrado y acotado).
| Teorema Sea {\displaystyle E} un espacio de Banach con la propiedad de Radon-Nikodym, sea {\displaystyle C} un subconjunto convexo, acotado, cerrado y separable de {\displaystyle E,} y sea {\displaystyle a} un punto en {\displaystyle C.} Entonces, existe una medida de probabilidad {\displaystyle p} en los conjuntos universalmente medibles en {\displaystyle C} tal que {\displaystyle a} es el baricentro de {\displaystyle p,} y el conjunto de puntos extremos de {\displaystyle C} tiene {\displaystyle p}-medida 1. |

El teorema de Edgar implica el teorema de Lindenstrauss.

## Nociones relacionadas
Un subconjunto convexo cerrado de un espacio vectorial topológico se llama estrictamente convexo si cada uno de sus puntos límite (topológicos) es un punto extremo. La 1-esfera de cualquier espacio de Hilbert es un conjunto estrictamente convexo.

### k-puntos extremos
De manera más general, un punto en un conjunto convexo {\displaystyle S} es {\displaystyle k}-extremo si se encuentra en el interior de un conjunto convexo de dimensión {\displaystyle k} dentro de {\displaystyle S,} pero no en un conjunto convexo de dimensión {\displaystyle k+1} dentro de {\displaystyle S.} Por lo tanto, un punto extremo también es un punto extremo {\displaystyle 0}. Si {\displaystyle S} es un politopo, entonces los puntos extremos de {\displaystyle k} son exactamente los puntos interiores de las caras {\displaystyle k}-dimensionales de {\displaystyle S.} Más generalmente, para cualquier conjunto convexo {\displaystyle S,} los puntos extremos {\displaystyle k} se dividen en caras abiertas {\displaystyle k}-dimensionales.
El teorema de Krein-Milman de dimensión finita, debido a Minkowski, se puede demostrar rápidamente utilizando el concepto de puntos extremos {\displaystyle k}. Si {\displaystyle S} es cerrado, acotado y {\displaystyle n}-dimensional, y si {\displaystyle p} es un punto en {\displaystyle S,} entonces {\displaystyle p} es {\displaystyle k}-extremo para algún {\displaystyle k\leq n.} El teorema afirma que {\displaystyle p} es una combinación convexa de puntos extremos. Si {\displaystyle k=0}, entonces es inmediato. De lo contrario, {\displaystyle p} se encuentra en un segmento rectilíneo en {\displaystyle S} que puede extenderse al máximo (porque {\displaystyle S} está cerrado y acotado). Si los puntos finales del segmento son {\displaystyle q} y {\displaystyle r,} entonces su rango extremo debe ser menor que el de {\displaystyle p,} y el teorema se deduce por inducción.